# Trutzburg Blideneck
Die Trutzburg Blideneck, auch Burg Blideneck genannt, ist eine abgegangene Höhenburg unweit des Stadtteils Ransel der Stadt Lorch am Mittelrhein im Rheingau-Taunus-Kreis in Hessen.

## Geografische Lage
Der Burgstall der Burg Blideneck befindet sich auf einem schmalen Berggrat bei 325 m ü. NN zwischen Dolsitbach und Herrnsbach auf dem Zugang zur 475 Meter nördlich und 74 Meter höher gelegenen Burg Rheinberg 2 km südöstlich des Stadtteils Ransel. Der heutige Burgstall zeigt nur noch einen Halsgraben und geringe Mauer- und Bearbeitungsspuren. Fehlender Mauerschutt weist auf einen Holzbau hin.

## Geschichte
Die Burg wurde 1279 als Trutzburg vom Erzbischof des Erzstifts Mainz gegen die Burg Rheinberg zur Aufstellung einer Blide (Steinschleuder) sowie weitere Schanzen erbaut. Die Burg Blideneck sperrte den einzigen Zugangsweg zur Burg Rheinberg. Im Sommer 1280 musste Rheinberg kapitulieren, wurde aber schnell wieder aufgebaut.
Grund für die Trutzburg war die Sponheimer Fehde zwischen höherem Adel von Kurmainz und Umgebung gegen den Erzbischof Werner von Eppstein, der dabei von den Städten unterstützt wurde. In der Schlacht von Sprendlingen war auch Rheingraf Siegfried von Rheinberg, einer der Anführer, gefangen genommen worden. Gegen ihn und seine Burg richtete sich der Strafzug des Mainzer Erzbischof.
Nach Beendigung der Belagerung von Burg Rheinberg versuchte der Mainzer Erzbischof Werner von Eppstein die Trutzburg zu erhalten. Es gelingt ihm am 23. Juli 1280 Graf Adolf von Nassau und am 13. August 1280 Emmerich von Heppenheft als Burgmannen für Burg Blideneck zu gewinnen. Mit dem Tod des Erzbischofs Werner von Eppstein verlor Blideneck jedoch jegliche Bedeutung, fand urkundlich keine weitere Erwähnung und verfiel.